# 左手のためのピアノ協奏曲 (コルンゴルト)
左手のためのピアノ協奏曲 嬰ハ調 作品17は、エーリヒ・ヴォルフガング・コルンゴルトが作曲したピアノ協奏曲。1923年にパウル・ウィトゲンシュタインの委嘱で作曲され、1926年に出版された。

## 概要
第一次世界大戦で右腕を失ったウィトゲンシュタインは、ラヴェル、リヒャルト・シュトラウス、プロコフィエフ、ヒンデミットといった作曲家に作品を委嘱したが、中でもコルンゴルトに最初に接触していた。その頃、コルンゴルトはシュトラウスに次いでドイツとオーストリアで最も演奏される作曲家となっており、まだ20代の半ばだったにもかかわらず既に最大の成功作である「死の都」を含む数々のオペラを作曲していた。このような左手のみによるピアノ協奏曲は、1895年に出版されたゲザ・ジチーの変ホ長調の協奏曲に続いて2例目であった。初演は1924年9月22日、ウィーンでウィトゲンシュタインの独奏、作曲者の指揮によって行われた。
多くの場合ウィトゲンシュタインは委嘱作品にある程度の改訂を要求したが、コルンゴルトにはそうした要求は行わなかった。彼はコルンゴルトの仕上げた協奏曲を大いに喜び、さらに他の作品の委嘱も行って「2つのヴァイオリンとチェロと左手ピアノのための組曲」Op.23が作曲された。
ウィトゲンシュタインは1961年にこの世を去るまで、この協奏曲の演奏に関して排他的な権利を有しており、それがこの曲をレパートリーから抜け落ちさせる原因となった。1985年にゲイリー・グラフマンがイギリス初演を行って曲を復活させた。それ以降、この曲は多くの演奏に恵まれている。

## 楽曲構成
この協奏曲は単一楽章制であるが、様々に雰囲気を変えながら進み、大きく3つの部分に分かれる。
- 1. Mässiges Zeitmass (中庸のテンポで)
- 2. Heldisch (英雄的に)
- 3. Mit Feuer und Kraft (炎と力を伴って)[6]

## 関連作品
ウィトゲンシュタインの委嘱により生まれた作品
- 左手のためのピアノ協奏曲（モーリス・ラヴェル）
- ピアノ協奏曲第4番（セルゲイ・プロコフィエフ）
- 「ディヴァージョンズ」（ベンジャミン・ブリテン）
- 「家庭交響曲余録」（リヒャルト・シュトラウス）